# 菲利亚诺
菲利亚诺（義大利語：Filiano），是意大利波坦察省的一个市镇。总面积70.78平方公里，人口3108人，人口密度43.9人/平方公里（2009年）。ISTAT代码为076032。